# Волк среди волков
«Волк среди волков» (нем. Wolf unter Wölfen) — роман немецкого писателя Ганса Фаллады, впервые опубликованный в 1937 году.

## Сюжет
Роман представляет собой социально-историческую хронику, действие которой происходит в Германии времён кайзера, Первой мировой войны и Веймарской республики. Главный герой Вольфганг Пагель проходит через разного рода испытания, чтобы понять, в чём смысл жизни.

## Публикация и восприятие
Роман впервые увидел свет в 1937 году в нацистской Германии (Фаллада был единственным крупным писателем, не уехавшим в эмиграцию после прихода Гитлера к власти). Известно, что ещё до публикации «Волка среди волков» прочёл Йозеф Геббельс, пришедший в восторг и назвавший роман «суперкнигой».
В 1965 году в ГДР по мотивам романа был снят одноимённый телесериал.